# Cutícula primária
A cutícula primária ou do desenvolvimento é depositada sobre a superfície do esmalte pelos ameloblastos como a sua última função, pouco antes da erupção da coroa dentária na cavidade bucal.
Neste momento, o esmalte formado atingiu uma espessura de 2 a 2,5 mm sobre as cúspides e está completamente mineralizado. Como última função, o ameloblasto secreta uma delgada menbrana protéica desestruturada sobre a superfície do dente. 
Na superfície externa dessa cutícula, estão as células remanescentes do órgão do esmalte, denominadas epitélio reduzido do esmalte. Essa menbrana celular na superfície dentária inclui os ameloblastos e os outros remanescentes do órgão do esmalte. Os ameloblastos formam a cutícula primária. O epitélio reduzido do esmalte é perdido durante a erupção do dente na cavidade bucal.
Apenas a cutícula do desenvolvimento permanece na superfície dentária enquanto esse erupciona para a função oclusal. Contudo, essa cutícula não está presente por muito tempo na superfície do esmalte, pois a abrasão causada pelo contato oclusal de dentes antagonistas determina sua ruptura.
Apenas a parte que recobre o esmalte no sulco gengival permanece. Essa membrana atua aderindo as células gengivais do epitélio juncional com o dente. O epitélio sulcular está continuamente formando com o dente. O epitélio sulculaarestá continuamente formando toda a sua vida. A produção da proteína cuticular, que inicia a aderência do epitélio juncional com o esmalte, é a função mais importante da cutícula primária.